# Peter Hultqvist
Carl Anders Peter Hultqvist (ur. 31 grudnia 1958 w Gävle) – szwedzki polityk, dziennikarz i samorządowiec, działacz Szwedzkiej Socjaldemokratycznej Partii Robotniczej, parlamentarzysta, od 2014 do 2022 minister obrony.

## Życiorys
Ukończył średnią szkołę techniczną, pracę zawodową rozpoczął w 1977 jako dziennikarz partyjnego czasopisma „Dala-Demokraten”, następnie był zatrudniony w dzienniku „Norrländska Socialdemokraten” (1983–1985) i jako redaktor naczelny weekendowego lewicowego pisma „Aktuellt i Politiken” (1985–1989). W 1989 został wybrany na radnego Borlänge, był wiceprzewodniczącym (do 1998) i następnie przewodniczącym (do 2006) władz miejskich. Od 2002 do 2006 kierował również administracją regionu Dalarna.
W 2006 po raz pierwszy został wybrany na posła do Riksdagu, w 2010 z powodzeniem ubiegał się o reelekcję. Od 2011 kierował parlamentarną komisją obrony. Po wyborach w 2014, w których został wybrany na kolejną kadencję, w utworzonym przez socjaldemokratów i zielonych mniejszościowym rządzie Stefana Löfvena objął urząd ministra obrony.
W 2018 i 2022 ponownie zostawał członkiem szwedzkiego parlamentu.
W styczniu 2019 oraz w lipcu 2021 w drugim i trzecim gabinecie dotychczasowego premiera ponownie stawał na czele resortu obrony. Pozostał na tej funkcji również w powołanym w listopadzie 2021 rządzie Magdaleny Andersson. Zakończył urzędowanie w październiku 2022.